# Prionomitus testaceicornis
Prionomitus testaceicornis är en stekelart som först beskrevs av Mercet 1921.  Prionomitus testaceicornis ingår i släktet Prionomitus och familjen sköldlussteklar. Inga underarter finns listade i Catalogue of Life.